# Edmundo Pérez Zujovic

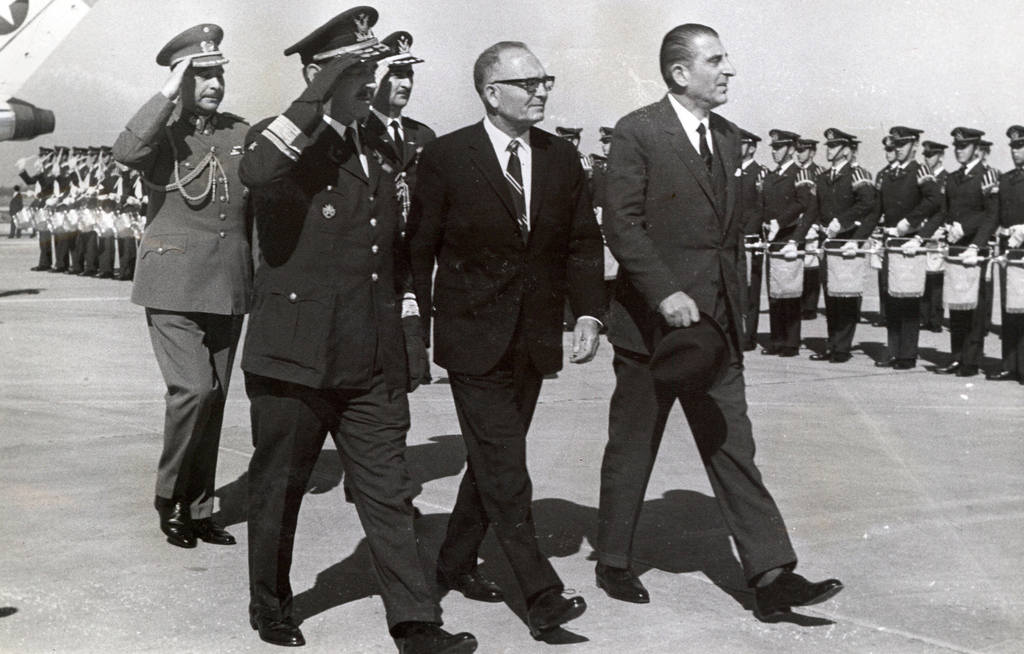
Edmundo Pérez Zujovic (centre)

Edmundo Pérez Zujovic (11 mai 1912 - 8 juin 1971) est un homme politique chilien membre de la Démocratie chrétienne. Il est ministre de l'intérieur, des travaux publics et des finances sous le gouvernement du président Eduardo Frei Montalva (1964–1970). 

## Assassinat

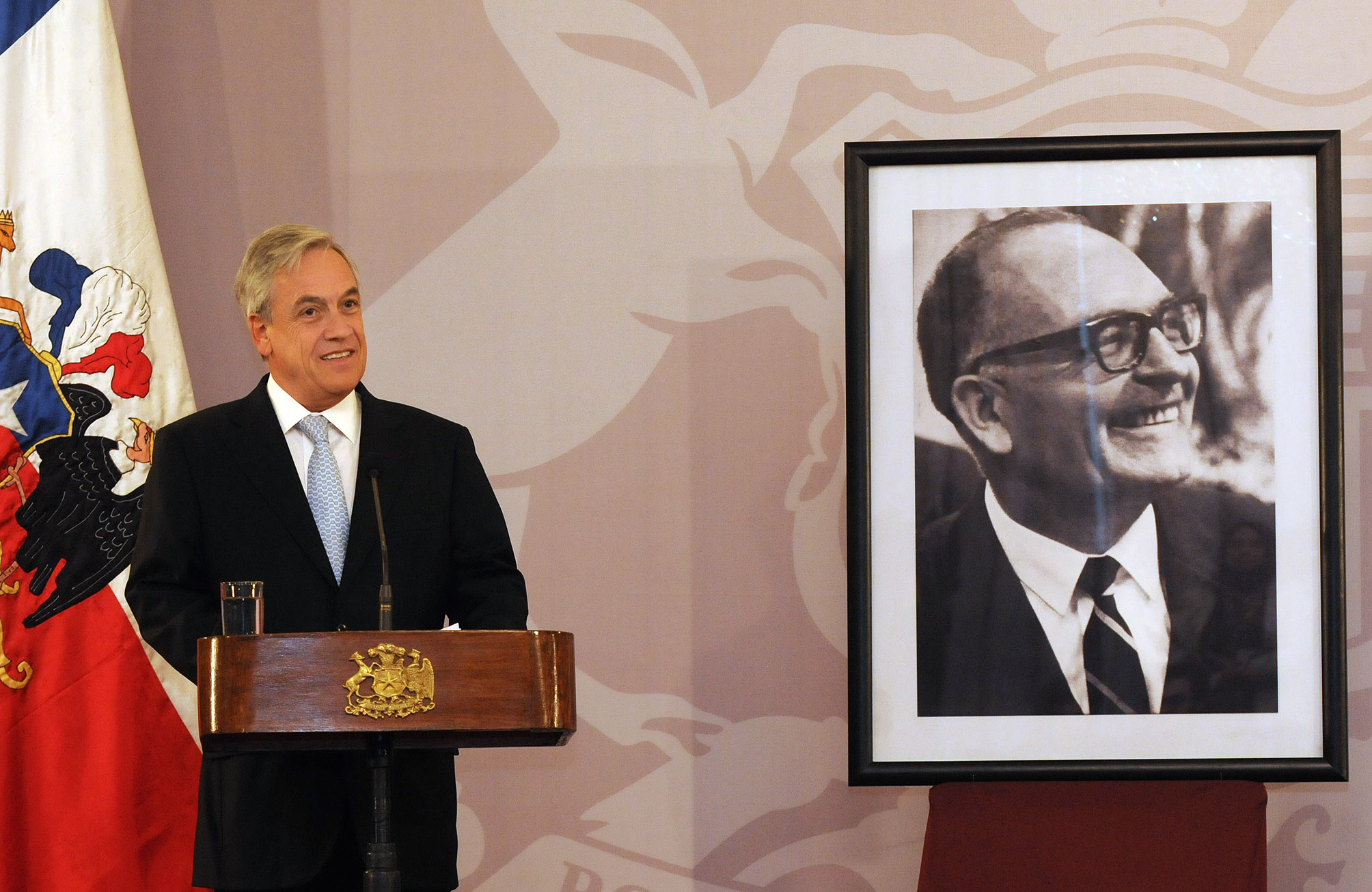
Hommage à Pérez en 2011.

Le 8 juin 1971, Pérez conduit sa Mercedes Benz en direction de son bureau avec à bord sa fille Maria Angelica lorsqu'il est percuté par un autre véhicule contenant trois hommes. Ayant arrêté la voiture de Pérez, un des hommes casse la vitre de la Mercedes et tue Pérez d'une rafale de mitraillette. Sa fille identifie plus tard l'homme comme étant Ronald Rivera Calderon, un membre d'une organisation d’extrême gauche appelée l’Avant-Garde Organisée du Peuple. Son assassinat est condamné par les autres courants de l’extrême gauche, notamment par le Mouvement de la gauche révolutionnaire. Le 13 juin, Ronald Rivera Calderon est tué par la police lors d'un affrontement armé dans sa cachette; son frère Arturo se suicide et sept autres personnes sont arrêtées.
L'assassinat de Pérez contribue à exacerber les tensions au sein du monde politique chilien qui menèrent par la suite au coup d'État de 1973.